# Kikkoman (bedrijf)
Kikkoman Corporation (Japans: キッコーマン株式会社, Romaji: Kikkōman Kabushiki-gaisha) is een Japans beursgenoteerd bedrijf en producent van voedselproducten. De hoofdproducten van het bedrijf zijn sojasaus, kruiden en smaakstoffen, de rijstwijnen mirin en sake, en de Japanse drank shochu. Ook biedt het bedrijf restaurantmanagement als dienst aan.
Kikkoman heeft productiefaciliteiten en kantoren in Japan, de Verenigde Staten, Nederland, Singapore, Taiwan en Canada. In het Groningse Sappemeer staat het Europese hoofdkantoor. Hier wordt jaarlijks 400 miljoen liter sojasaus geproduceerd.

## Geschiedenis
Kikkoman werd in 1917 opgericht. Het was een combinatie van acht familiebedrijven die hun oorsprong al begin 17e eeuw vonden. Het Japanse woord kikkō betekent schildpadpantser, en man staat voor 10.000. Deze naam voor het bedrijf werd gekozen omdat volgens Japanse sage een schildpad wel 10.000 jaar oud kan worden en staat voor geluk en succes. Deze symboliek is terug te vinden in het logo met een zeshoek en het Japanse Kanji-karakter voor het getal 10.000.

## Producten
De sojasaus van Kikkoman wordt natuurlijk gebrouwen. De sojabonen worden in water geweld om daarna gestoomd te worden. Vervolgens worden de bonen gemengd met gemalen geroosterde tarwe. Het toevoegen van zout dient als anti-bacterieel en conserverend middel. Nu wordt de Aspergillus-schimmel toegevoegd om vervolgens het mengsel drie dagen te laten staan. De ontstane basis voor de sojasaus wordt dan vermengd tot een substantie die moromi wordt genoemd. Na een eindproces wordt de saus gepasteuriseerd om daarna te worden gebotteld in een karakteristieke fles.
Andere producten van het bedrijf zijn teriyakisaus en sojamelk.

## Galerij

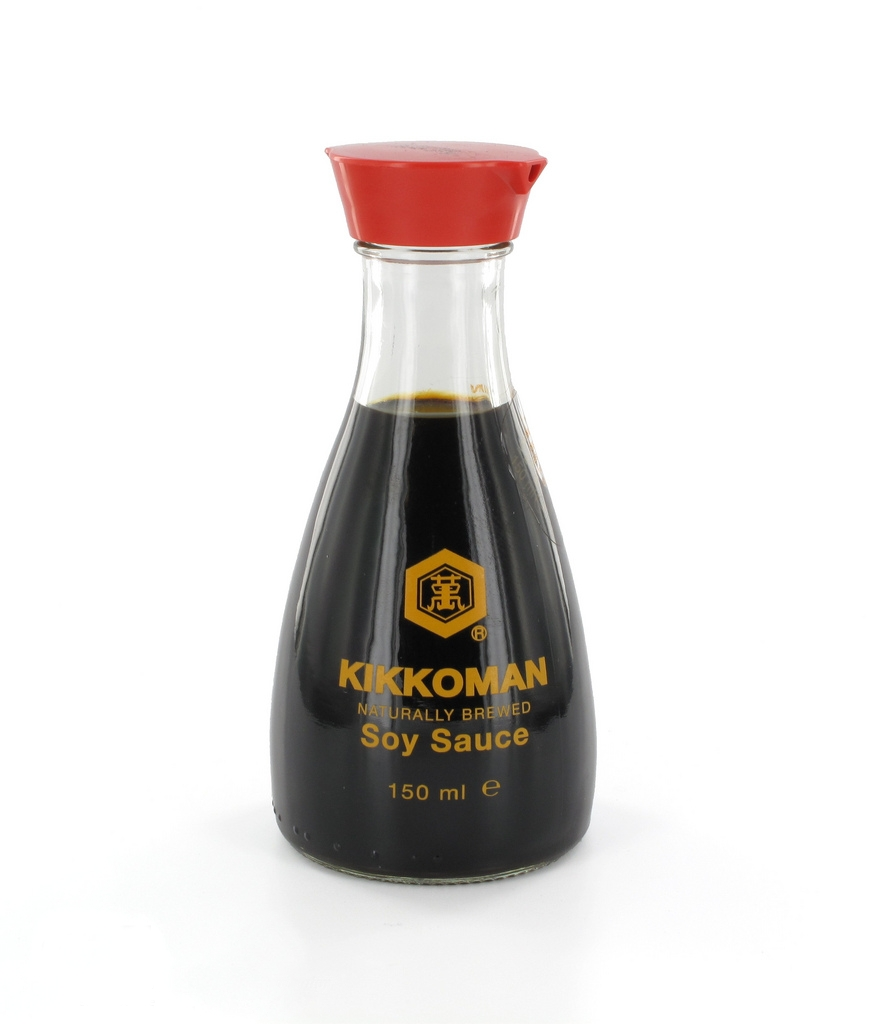
Sojasaus van Kikkoman
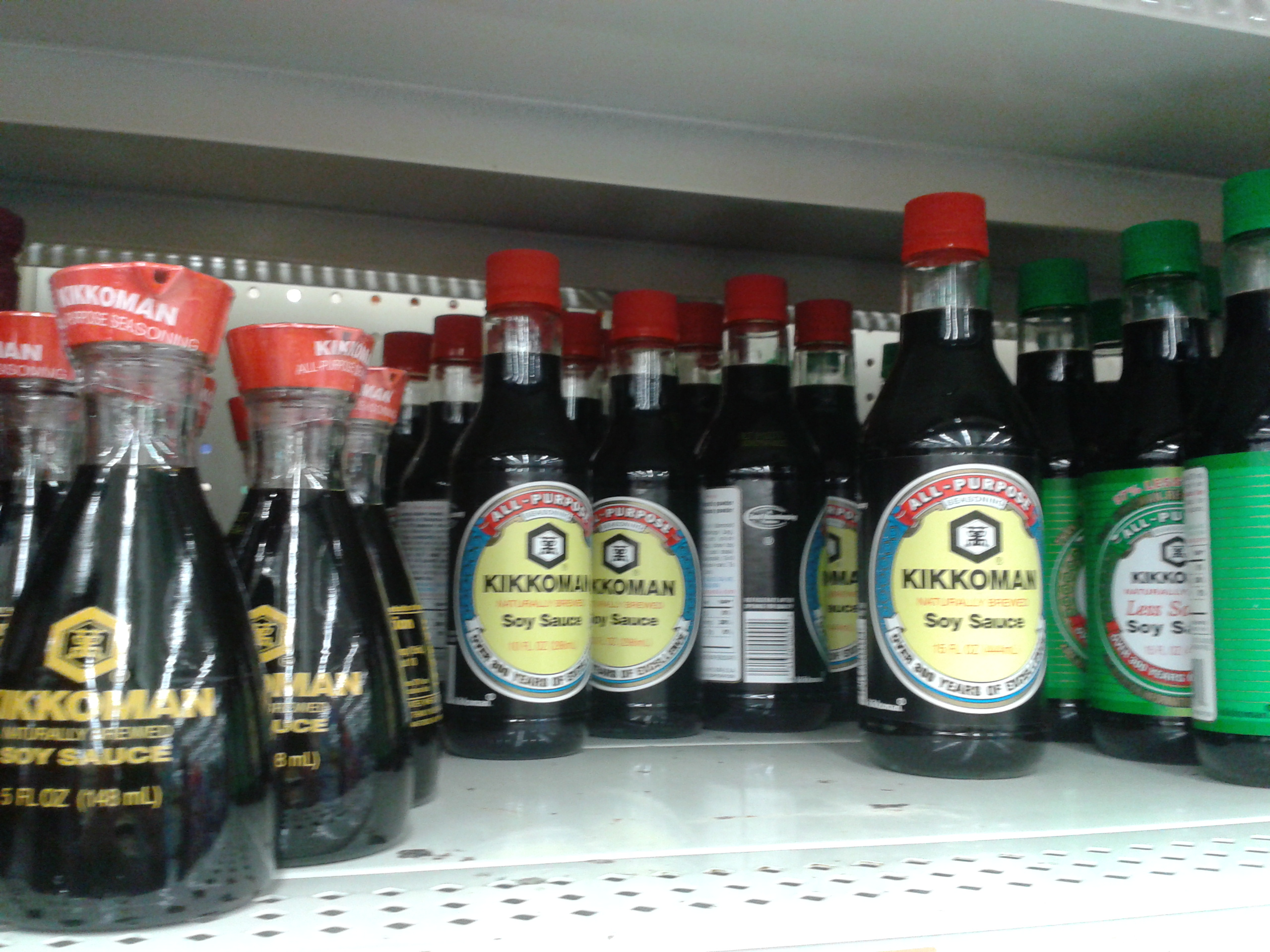
Flesjes sojasaus in een winkel
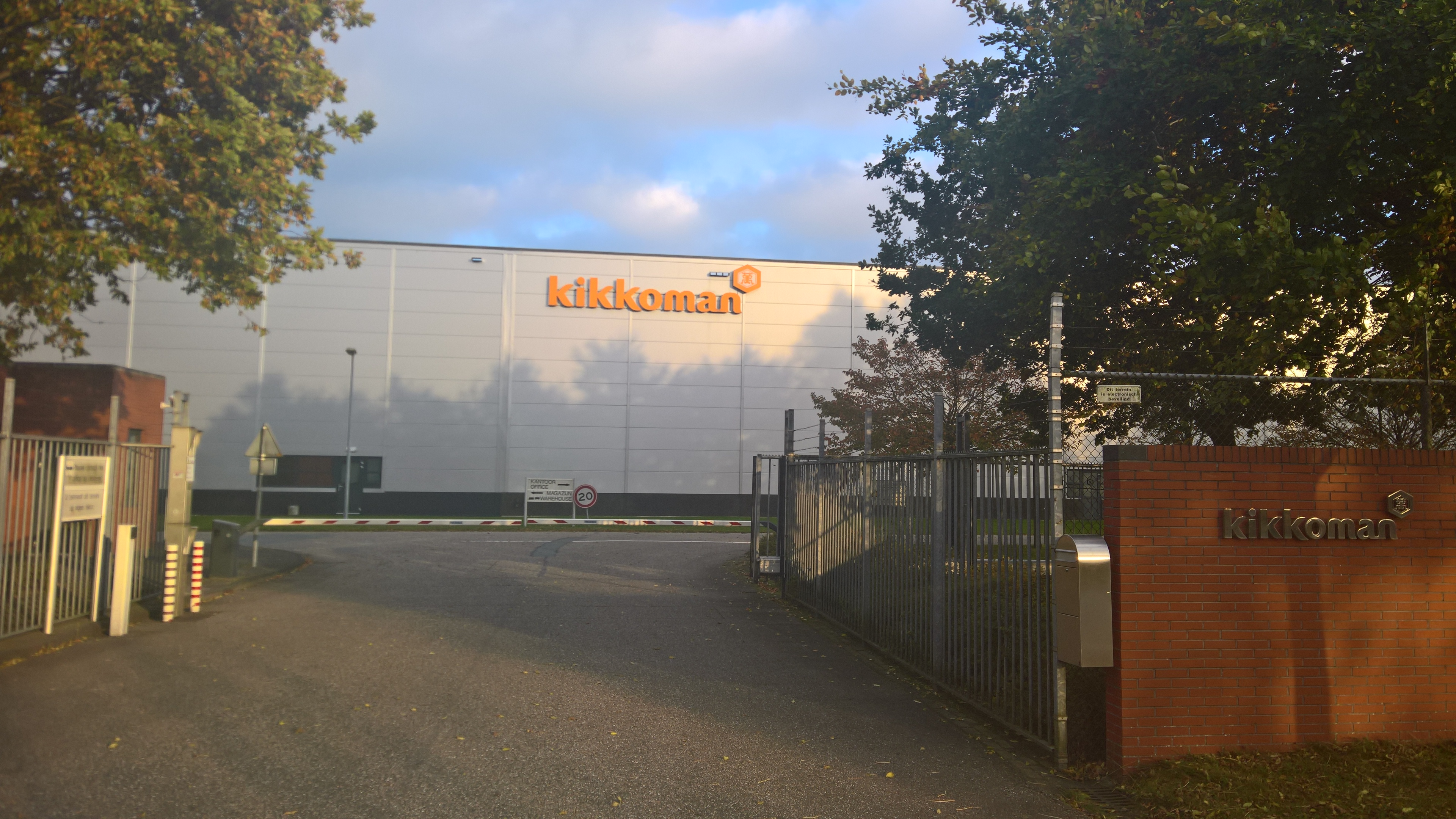
Faciliteit in Groningen